# 홍장표 (1960년)
홍장표(1960년 ~ , 대구광역시)는 대한민국의 공무원, 교수이다. 문재인 정부의 초대 대통령비서실 경제수석비서관을 지냈으며, 현재 소득주도성장특별위원장으로 있으면서 소득주도성장을 이끌고 있는 동시에 부경대학교 교수이다.

## 학력
- 1985 ~ 1993: 서울대학교 대학원 경제학과 박사
- 1983 ~ 1985: 서울대학교 대학원 경제학과 석사
- 1979 ~ 1983: 서울대학교 경제학과 학사
- 달성고등학교 졸업

## 경력
- 2021.05 ~ 2022.07: 제16대 한국개발연구원 원장
- 2018.06 ~ 2021.05: 정책기획위원회 소득주도성장특별위원장
- 2017.07 ~ 2018.06: 대통령비서실 경제수석
- 부경대학교 경제학부 교수
- 2014.02: 제20대 한국경제발전학회 회장
- 부경대학교 인문사회과학대학장
- 2006.06 ~ 2008.06: 국무총리실 정부업무평가위원회 위원
- 2006.02 ~ 2006.12: 경제사회발전노사정위원회 제조업발전 특별위원회 전문위원
- 2004.10 ~ 2005.09: 국민경제자문회의 특별위원회 전문위원
- 2003.06 ~ 2004.12: 정책기획위원회 위원

## 같이 보기
- 소득주도성장론
- 장하성